# Бластобазиды
Бластобазиды, или сумрачные моли (лат. Blastobasidae) — семейство молевидных бабочек.

## Описание
Бабочки мелких и средних размеров. Размах крыльев 10—25 мм, редко до 40 мм. Голова гладкая, в прилегающих чешуйках Глаза крупные, голые; глазки отсутствуют. Усики короче переднего крыла, нитевидные; их базальный членик обычно заметно уплощен и расширен В строении усиков проявляется половой диморфизм: у самца снизу реснички гуще и длиннее, чем у самки Челюстные щупики короткие, обвернуты вокруг основания хоботка. Губные щупики довольно длинные, саблевидно изогнутые, либо короткие, в прилегающих чешуйках. Хоботок хорошо развит, в базальной трети густо покрыт чешуйками. Передние крылья удлиненно-ланцетовидные, окраска неяркая, серых или буроватых оттенков; рисунок неотчётливый, образован темными перевязями или небольшими пятнами. Жилкование полное.

## Биология
Биология большинства видов не изучена. Бабочки в природе держатся очень скрытно, активны только ночью и в массе привлекаются на источники света. Плодовитость при наличии дополнительного питания достигает 150—200 яиц. Продолжительность жизненного цикла весьма различна: от 2—3 месяцев (в тропических областях) до 2 лет (в таёжной зоне). Зимуют гусеницы всех возрастов. Для представителей семейства характерна сапрофагия.
Гусеницы немногих относительно хорошо изученных видов развиваются в гниющей древесине, подстилке хвойных и лиственных лесов, грибах, гнездах открыто питающихся гусениц других чешуекрылых, ходах насекомых-бурильщиков, очень редко в цветках и плодах живых растений. Неоднократно отмечалось факультативное и даже облигатное питание мертвыми и живыми (червецы и щитовки) насекомыми и продуктами их метаболизма. Гусеницы окукливаются в плотных овальных коконах, покрытых частицами субстрата.

## Систематика
Небольшое, всесветно распространенное семейство, видовой состав изучен слабо, трактовка части родов дискуссионна.

### Роды
- Agnoea
- Asaphocrita
- Auximobasis
- Blastobasis
- Blastobasoides
- Calosima
- Catacrypsis
- Coniogenes
- Critoxena
- Cynotes
- Docostoma
- Dryoperia
- Epigritia
- Epistetus
- Eubolepia
- Euresia
- Exapateter
- Exinotis
- Holcocera
- Holcocerina
- Holcoceroides
- Homothamnis
- Hypatopa
- Iconisma
- Lateantenna
- Mastema
- Megaceraea
- Metallocrates
- Neoblastobasis
- Oroclintrus
- Pigritia
- Ploiophora
- Prosintis
- Prosodica
- Prosthesis
- Pseudohypatopa
- Pseudopigritia
- Syncola
- Tecmerium
- Valentinia
- Xenopathia
- Zenodochium